# Норт Лилборн (Мисури)
Норт Лилборн (енгл. North Lilbourn) град је у америчкој савезној држави Мисури.

## Демографија
По попису из 2010. године број становника је 49, што је 46 (-48,4%) становника мање него 2000. године.
| Група             | 2000.      | 2010.      |
| Белци             | 5 (5,3%)   | 7 (14,3%)  |
| Афроамериканци    | 89 (93,7%) | 42 (85,7%) |
| Азијати           | 0 (0,0%)   | 0 (0,0%)   |
| Хиспаноамериканци | 0 (0,0%)   | 0 (0,0%)   |
| Укупно            | 95         | 49         |